# Georgetown (Massachusetts)
Georgetown és una població dels Estats Units a l'estat de Massachusetts. Segons el cens del 2000 tenia 7.377 habitants.

## Demografia
Segons el cens del 2000, Georgetown tenia 7.377 habitants, 2.566 habitatges i 2.024 famílies. La densitat de població era de 220,1 habitants/km².
Dels 2.566 habitatges, en un 41,7% hi vivien nens de menys de 18 anys, en un 70,8% hi vivien parelles casades, en un 6,2% dones solteres, i en un 21,1% no eren unitats familiars. En el 16,9% dels habitatges hi vivien persones soles, el 7,6% de les quals corresponia a persones de 65 anys o més. El nombre mitjà de persones vivint en cada habitatge era de 2,87 i el nombre mitjà de persones que vivien en cada família era de 3,27.
Per edats, la població es repartia de la següent manera: un 28,6% tenia menys de 18 anys, un 5% entre 18 i 24, un 31,9% entre 25 i 44, un 25,1% de 45 a 60, i un 9,4% 65 anys o més.
L'edat mediana era de 37 anys. Per cada 100 dones de 18 o més anys hi havia 94,2 homes.
La renda mediana per habitatge era de 76.260 $ i la renda mediana per família de 79.649$. Els homes tenien una renda mediana de 58.806 $ mentre que les dones 36.108$. La renda per capita de la població era de 28.846$. Entorn del 2,7% de les famílies i el 4,2% de la població estaven per sota del llindar de pobresa.